# 堀田 (漫画)
『堀田』（ほった）は、山本直樹による日本の漫画作品。『マンガ・エロティクス・エフ』（太田出版）にて連載。

## 概要
「仕事場」、「神殿世界」、「過去」を舞台に主人公の「堀田」が様々な体験をする。

## 登場人物
堀田春男
主人公の漫画家。仕事場と、謎の神殿世界を行き来している。
堀田兄
様々な場所に現れる、堀田の兄。
筒子
堀田の妻。
友子
過去の世界に登場する。堀田との漁師小屋での行為がエスカレートしていく。
上○彩似の女子高生
神殿世界の住人。※○は作中の表現そのまま。

## 単行本
全4巻。なお3巻は東京都から有害図書指定されている。
1. 2003年9月25日発売 ISBN 978-4-8723-3785-3
2. 2005年9月22日発売 ISBN 978-4-8723-3977-2
3. 2008年7月17日発売 ISBN 978-4-7783-2057-7
4. 2010年8月18日発売 ISBN 978-4-7783-2119-2